# Jean de Moulins
Jean de Moulins (... – 23 febbraio 1353) è stato un cardinale francese.

## Biografia
Nel 1344 fu nominato inquisitore del regno di Francia e, dal 1345 al 1349, servì come Magister Sacri Palatii presso la curia romana. Venne quindi eletto maestro generale dell'Ordine dei predicatori nel 1349.
Un anno dopo fu creato cardinale di Santa Sabina nel concistoro del 17 dicembre 1350 e si dimise dalla guida dell'ordine.
Morì il 23 febbraio 1353.